# 关庄乡
关庄乡，是中华人民共和国宁夏回族自治区中卫市海原县下辖的一个乡镇级行政单位。

## 行政区划
关庄乡下辖以下地区：
高台村、关庄村、窑儿村、庙湾村和宋庄村。